# League of Wales (1998/1999)
League of Wales 1998/1999 był 7. sezonem najwyższej klasy rozgrywkowej w Walii. Sezon został otwarty 22 sierpnia 1998 r., a zakończył się 25 kwietnia 1999 r. Mistrzem po raz czwarty został zespół Barry Town.

## Skład ligi w sezonie 1998/1999
W lidze rywalizowało siedemnaście drużyn – piętnaście z poprzedniego sezonu i po jedna z Cymru Alliance i Welsh Football League Division One:
Holywell Town (wicemistrzowie Cymru Alliance)
i Afan Lido (wicemistrzowie Welsh Football League Division One).
Z powodu reorganizacji ligi spadły cztery zespoły Porthmadog, Flint Town United F.C., Welshpool Town, Cemaes Bay.
Drużyna Ebbw Vale przed rozpoczęciem sezonu wycofała się z rozgrywek.
| Uczestnicy poprzedniej edycji | Uczestnicy poprzedniej edycji | Uczestnicy poprzedniej edycji | Uczestnicy poprzedniej edycji |
| --- | ----------------------------- | ----------------------------- | ----------------------------- |
| BAR | Barry Town                    | Barry                         | 1                             |
| NTW | Newtown A.F.C.                | Newtown                       | 2                             |
| INC | Inter CableTel Cardiff        | Cyncoed, Cardiff              | 4                             |
| CWM | Cwmbran Town                  | Cwmbran                       | 5                             |
| BAN | Bangor City                   | Bangor                        | 6                             |
| CQN | Connah’s Quay Nomads F.C.     | Connah’s Quay                 | 7                             |
| RHY | Rhyl FC                       | Rhyl                          | 8                             |
| CON | Conwy United                  | Conwy                         | 9                             |
| ABE | Aberystwyth Town F.C.         | Aberystwyth                   | 10                            |
| CWS | Caersws                       | Caersws                       | 11                            |
| CMR | Carmarthen Town               | Carmarthen                    | 12                            |
| CAE | Caernarfon Town               | Caernarfon                    | 13                            |
| TNS | Total Network Solutions       | Llansantffraid                | 14                            |
| RHA | Rhayader Town                 | Rhayader                      | 15                            |
| HAV | Haverfordwest County          | Haverfordwest                 | 16                            |
| Awans z Cymru Alliance 1997/98 |                               |                               |                               |
| HOL | Holywell Town                 | Holywell                      | 2                             |
| Awans z Welsh Football League Division One 1997/98                                                                                                |                               |                               |                               |
| AFA | Afan Lido                     | Aberavon, Neath Port Talbot   | 2                             |
| Oznaczenia: - kolumna pierwsza – skróty nazw drużyn, - kolumna trzecia – siedziba klubu, - kolumna czwarta – miejsce zajęte w poprzednim sezonie. |                               |                               |                               |

## Rozgrywki

### Tabela
| Lp. | Drużyna                    | M  | Z  | R  | P  | Bramki | Bramki | Różn. | Pkt | Uwagi                                       |
| --- | -------------------------- | -- | -- | -- | -- | ------ | ------ | ----- | --- | ------------------------------------------- |
| 1   | Barry Town (M)             | 32 | 23 | 7  | 2  | 82     | 23     | +59   | 76  | Liga Mistrzów UEFA • I runda kwalifikacyjna |
| 2   | Inter CableTel Cardiff (P) | 32 | 19 | 6  | 7  | 61     | 26     | +35   | 63  | Puchar UEFA • Runda kwalifikacyjna          |
| 3   | Cwmbran Town               | 32 | 17 | 6  | 9  | 73     | 44     | +29   | 57  | Puchar UEFA • Runda kwalifikacyjna          |
| 4   | Aberystwyth Town F.C.      | 32 | 16 | 9  | 7  | 59     | 48     | +11   | 57  | Puchar Intertoto UEFA (1999)                |
| 5   | Caernarfon Town            | 32 | 13 | 11 | 8  | 45     | 46     | −1    | 50  |                                             |
| 6   | Newtown A.F.C.             | 32 | 13 | 10 | 9  | 45     | 35     | +10   | 49  |                                             |
| 7   | Conwy United               | 32 | 14 | 7  | 11 | 55     | 49     | +6    | 49  |                                             |
| 8   | Total Network Solutions    | 32 | 12 | 11 | 9  | 55     | 42     | +13   | 47  |                                             |
| 9   | Carmarthen Town            | 32 | 13 | 8  | 11 | 46     | 46     | 0     | 47  |                                             |
| 10  | Caersws                    | 32 | 12 | 8  | 12 | 49     | 55     | −6    | 44  |                                             |
| 11  | Bangor City                | 32 | 11 | 6  | 15 | 44     | 49     | −5    | 39  |                                             |
| 12  | Connah’s Quay Nomads F.C.  | 32 | 10 | 8  | 14 | 44     | 47     | −3    | 38  |                                             |
| 13  | Haverfordwest County       | 32 | 9  | 7  | 16 | 43     | 60     | −17   | 34  |                                             |
| 14  | Afan Lido                  | 32 | 7  | 10 | 15 | 28     | 46     | −18   | 31  |                                             |
| 15  | Rhayader Town              | 32 | 5  | 11 | 16 | 29     | 54     | −25   | 26  |                                             |
| 16  | Rhyl FC                    | 32 | 7  | 2  | 23 | 41     | 81     | −40   | 23  |                                             |
| 17  | Holywell Town (S)          | 32 | 3  | 9  | 20 | 38     | 86     | −48   | 18  | Spadek do Cymru Alliance                    |

### Wyniki
| Gospodarz \ Gość          | ABE | AFA | BAN | BAR | CAE | CWS | CMR | CQN | CON | CWM | HAV | HOL | INC | NTW | RHA | RHY | TNS |
| Aberystwyth Town F.C.     |     | 2:1 | 3:0 | 1:1 | 1:1 | 0:5 | 3:2 | 2:1 | 3:1 | 1:3 | 2:1 | 0:0 | 1:1 | 5:0 | 2:1 | 2:1 | 0:1 |
| Afan Lido                 | 2:2 |     | 0:2 | 0:0 | 1:3 | 0:1 | 1:1 | 1:3 | 0:1 | 0:4 | 0:2 | 2:0 | 0:2 | 0:2 | 2:0 | 2:1 | 3:3 |
| Bangor City               | 1:2 | 0:1 |     | 0:3 | 1:1 | 0:1 | 4:0 | 0:2 | 1:3 | 2:2 | 3:0 | 5:2 | 1:0 | 2:3 | 0:1 | 4:1 | 2:1 |
| Barry Town                | 5:1 | 0:2 | 4:2 |     | 3:0 | 5:2 | 6:2 | 1:0 | 1:1 | 2:1 | 2:0 | 4:0 | 1:1 | 1:0 | 7:1 | 2:0 | 2:0 |
| Caernarfon Town           | 2:0 | 2:0 | 1:0 | 0:4 |     | 2:2 | 3:2 | 1:1 | 1:1 | 2:4 | 2:0 | 2:2 | 1:1 | 3:1 | 2:0 | 3:0 | 2:1 |
| Caersws                   | 2:3 | 2:1 | 2:0 | 2:4 | 3:2 |     | 1:2 | 2:0 | 0:3 | 1:3 | 4:4 | 3:2 | 0:2 | 1:1 | 0:0 | 3:1 | 3:1 |
| Carmarthen Town           | 2:5 | 1:1 | 1:2 | 2:1 | 0:0 | 0:1 |     | 6:2 | 2:1 | 1:1 | 3:1 | 3:0 | 0:1 | 1:0 | 1:1 | 1:2 | 1:0 |
| Connah’s Quay Nomads F.C. | 0:0 | 0:0 | 1:1 | 0:3 | 2:2 | 0:0 | 0:2 |     | 1:2 | 1:0 | 3:1 | 4:2 | 1:2 | 3:2 | 4:1 | 6:2 | 2:3 |
| Conwy United              | 1:1 | 2:0 | 3:1 | 1:3 | 1:1 | 2:1 | 1:2 | 1:3 |     | 2:4 | 0:2 | 2:1 | 3:0 | 1:0 | 1:1 | 2:1 | 3:3 |
| Cwmbran Town              | 0:1 | 1:4 | 2:4 | 0:4 | 6:0 | 2:1 | 2:0 | 2:1 | 3:0 |     | 4:0 | 4:0 | 0:0 | 3:0 | 3:6 | 6:1 | 0:4 |
| Haverfordwest County      | 2:6 | 1:1 | 0:0 | 0:0 | 0:2 | 1:1 | 1:2 | 1:0 | 1:3 | 2:1 |     | 7:2 | 0:1 | 2:0 | 1:0 | 5:2 | 1:3 |
| Holywell Town             | 3:6 | 0:0 | 1:1 | 2:3 | 1:2 | 0:0 | 1:1 | 0:0 | 4:3 | 0:4 | 4:0 |     | 1:2 | 0:3 | 2:2 | 0:3 | 3:3 |
| Inter CableTel Cardiff    | 6:1 | 0:1 | 3:0 | 1:2 | 3:0 | 6:0 | 1:2 | 1:1 | 3:0 | 0:1 | 1:0 | 5:1 |     | 0:2 | 1:0 | 3:2 | 1:1 |
| Newtown A.F.C.            | 1:1 | 4:0 | 3:1 | 0:0 | 1:1 | 4:0 | 0:0 | 1:0 | 2:1 | 0:0 | 1:1 | 4:0 | 1:3 |     | 1:0 | 2:1 | 0:0 |
| Rhayader Town             | 0:2 | 1:1 | 0:0 | 0:0 | 2:0 | 1:3 | 1:0 | 2:0 | 2:2 | 1:1 | 2:2 | 1:3 | 0:5 | 0:2 |     | 1:2 | 0:0 |
| Rhyl FC                   | 1:0 | 2:0 | 1:2 | 0:6 | 0:1 | 1:1 | 1:2 | 1:2 | 0:3 | 1:4 | 1:2 | 5:1 | 1:2 | 3:3 | 3:1 |     | 0:3 |
| Total Network Solutions   | 0:0 | 1:1 | 1:2 | 1:2 | 2:0 | 2:1 | 1:1 | 2:0 | 1:4 | 2:2 | 4:2 | 2:0 | 1:3 | 1:1 | 1:0 | 6:0 |     |

Źródło:.

## Lista strzelców
| Zawodnik        | Drużyna                                | Bramki |
| --------------- | -------------------------------------- | ------ |
| Eifion Williams | Barry Town                             | 28     |
| Chris Summers   | Cwmbran Town                           | 21     |
| John Toner      | Conwy United                           | 20     |
| Mattie Davies   | Cwmbran Town                           | 20     |
| Richard Gay     | Haverfordwest County                   | 16     |
| Jamie Hughes    | Connah’s Quay Nomads F.C.              | 16     |
| Richard Jones   | Barry Town                             | 14     |
| Nicky Ward      | Newtown A.F.C.                         | 13     |
| Sean Jehu       | Caersws                                | 13     |
| Kevin Morrison  | Newtown A.F.C. & Aberystwyth Town F.C. | 12     |
| Ken McKenna     | Total Network Solutions                | 12     |
| Paul Evans      | Inter CableTel Cardiff                 | 12     |

Źródło:.

## Najlepsi w sezonie
| Trener | Gary Barnett | Barry Town | [ 3 ] |

## Stadiony
| Aberystwyth Town F.C.     | Afan Lido                 | Bangor City         | Barry Town          | Caernarfon Town         | Caersws                    |
| ------------------------- | ------------------------- | ------------------- | ------------------- | ----------------------- | -------------------------- |
| Park Avenue               | Afan Lido Sports Ground   | Farrar Road Stadium | Jenner Park Stadium | The Oval                | Recreation Ground, Caersws |
| Pojemność: 2500           | Pojemność: 4200           | Pojemność: 1500     | Pojemność: 2475     | Pojemność: 3000         | Pojemność: 4000            |
|                           |                           |                     |                     |                         |                            |
| Carmarthen Town           | Connah’s Quay Nomads F.C. | Conwy United        | Cwmbran Town        | Haverfordwest County    | Holywell Town F.C.         |
| Richmond Park             | Deeside Stadium           | Y Morfa Stadium     | Cwmbran Stadium     | Bridge Meadow Stadium   | Halkyn Road                |
| Pojemność: 3000           | Pojemność: 1500           | Pojemność: 2500     | Pojemność: 10500    | Pojemność: 2467         | Pojemność: 2000            |
|                           |                           |                     |                     |                         |                            |
| Inter CableTel Cardiff    | Newtown A.F.C.            | Rhayader Town F.C.  | Rhyl FC             | Total Network Solutions |                            |
| Cardiff Athletics Stadium | Latham Park               | Y Weirglodd         | Belle Vue           | Recreation Ground       |                            |
| Pojemność: 2613           | Pojemność: 5000           | Pojemność: 2200     | Pojemność: 3000     | Pojemność: 2000         |                            |
|                           |                           |                     |                     |                         |                            |